# 2C-B-FLY
2C-B-FLY – organiczny związek chemiczny, psychodeliczna fenetylamina z rodziny 2C. Po raz pierwszy została otrzymana przez Aarona P. Monte.
Średnia dawka doustna to około 10 mg, choć efekt progowy występuje już przy 1 mg. Inne drogi przyjęcia wykazują znacznie wyższą biodostępność. Czas działania wynosi 8 do 12 godzin po zażyciu. Mechanizm działania 2C-B-FLY polega na działaniu agonistycznym na receptory serotoninowe. Toksyczność tej substancji nie jest znana.

Przeczytaj ostrzeżenie dotyczące informacji medycznych i pokrewnych zamieszczonych w Wikipedii.